# マーク・ファーバー
マーク・ファーバー（Marc Faber、1946年2月28日 - ）は、スイス連邦チューリッヒ出身の投資アナリスト・投資アドバイザー。Marc Faber Limitedの創業者・社長（Managing Director）。現在はタイ王国在住。

## 経歴
チューリッヒ生まれ。チューリッヒ大学で経済学を専攻し、24歳でPh.Dの学位を取得した。1970年代にはWhite Weld & Company Limitedに勤務した後、Drexel Burnham Lambertの香港法人の社長（Managing Director）を務めた。1990年にDrexel Burnham Lambertが倒産すると、同年にMarc Faber Limitedを創業した。Marc Faber Limitedでは投資アドバイスだけでなく、富裕層向けに資産運用も実施している。Gloom Boom Doomのニュースレターや逆張りの投資戦略で知られる。
1987年のニューヨーク株式市場の暴落を予見・警告していたことで有名になった。その後に引き続いて日本の株式市場のバブルについても、日経平均株価は8,000円まで下げないとバブル崩壊は終焉しないと述べていたが、実際その通りに日経平均株価は39,000円台から2003年4月に8.000円割れとなった。
2007年には東京で開催された講演で、過去最大の資産バブルとそれに依存した米国の経済成長を指摘し、世界的な株安と景気後退（リセッション）を予見・警告して金などの商品投資を推奨していたが、実際その通りに2008年には未曾有の金融危機と景気後退が世界経済を襲った。
Barron's RoundtableやCNBCなどマスコミにしばしば登場する。

## 著書
- Tomorrow's Gold: Asia's Age of Discovery, ISBN 978-9628606726
- Zukunftsmarkt Asien. Die Wiederentdeckung der asiatischen Maerkte, ISBN 978-3898790468
- The Great Money Illusion; The Confusion Of The Confusions, ISBN 978-0582999046